# 天主教瓦茨教区
天主教瓦茨教區（拉丁語：Dioecesis Vaciensis）是羅馬天主教在匈牙利的一個教區，屬埃格爾總教區。教區始於11世紀。
教區範圍包括諾格拉德州全州和佩斯州大部份地區等。2010年有教友640,000人，佔轄區總人口57.3%。教區下轄221個堂區，有222名司鐸。現任主教為若爾特·毛爾通，輔理主教為洛約什·沃爾高，榮休主教為尼各老·貝爾。